# Mukhtar Robow Mansur
Lo sceicco Mukhtar Robow (in arabo مختار روبوو‎?; 1969) è un politico ed ex terrorista somalo conosciuto anche come Abu Mansur. Ricoprì il ruolo di Vicepresidente di Al-Shabaab, dopo esserne stato in precedenza il portavoce. Nel 2022, Robow è stato nominato Ministro degli Affari Religiosi della Somalia.

## Gioventù
Robow è nato nel 1969, nel quartiere Berdaale della regione di Bai nel sud della Somalia. Ha studiato in una scuola coranica locale e poi ha continuato la sua educazione religiosa nelle moschee di Mogadiscio, nonché quelli della sua regione d'origine. Un membro del clan Rahanweyn (che è particolarmente ben rappresentato nella zona di Baidoa), e più in particolare del sub-clan Leysan, Robow ha anche studiato la legge islamica nel 1990 presso l'Università di Khartoum in Sudan.

## Unione delle Corti Islamiche e Al-Shabaab
Robow successivamente torna a Mogadiscio e ha lavorato per il Saudi Al-Haramain Foundation, che in seguito è stato accusato dagli Stati Uniti di avere legami con i terroristi islamici. Robow poi ha insegnato educazione islamica ai bambini orfani della fondazione. Il suo soprannome arabo "Abu Mansur" rafforza la teoria che ha frequentato i radicali islamisti del Medio Oriente.
Robow diventa poi Vice Comandante dell'Unione delle Corti Islamiche, che controllava gran parte del sud della Somalia. Una linea dura e radicale islamica che ha combattuto con i talebani in Afghanistan nei primi anni 2000, è stato nella lista nera dagli Stati Uniti come un leader terrorista.
Robow è apparso in video con il defunto terrorista americano Abu Mansoor Al-Amriki.
Robow e altri importanti membri di Al-Shabaab mettono in discussione la leadership di Ahmed Abdi Godane (Moktar Ali Zubeyr) a Barawe nel giugno 2013. Godane uccise due dei membri più importanti e Robow fuggì nel suo distretto a casa. Le forze di Godane hanno lanciato un'offensiva contro i sostenitori di Robow nel mese di agosto 2013.
Nel luglio 2022, Robow è stato nominato Ministro degli Affari Religiosi nel governo somalo..